# أيمن السرحاني
أيمن السرحاني (27 فبراير 1992، ليل) مغني راي مغربي. طريقة أداءه المعروفة ب«الواي واي» مكنته من التفرد والتميز في عالم فن الراي. كما يتميز بلهجته الهلالية المغربية الخاصة بمنطقة شرق المغرب وغرب الجزائر. نال شهرة واسعة وحصد ملايين المشاهدات على موقع اليوتويب خلال فترة وجيزة.

## مسيرته
ولد في مدينة ليل الفرنسية من أبوين مغربيين من مدينة وجدة المغربية يحترفان ميدان العقار. بعد حصوله على الإجازة تخصص اتصالات، تفرغ للغناء بعد أن لاحظ الإقبال الكبير على أغانيه عبر موقع التواصل الاجتماعي فيسبوك سنة 2013، فقام بتسجيل أغنية «الليلة هادي» سنة 2014 وكانت هي بداية مسيرته الفنية.
من أبرز أعماله «قريت الميساج» و«ولا عندي بيبي» «ولابسا الجلابة» وثنائي مع الفنانة نجاة بعنوان «شطح شطح». بالإضافة ل «نبغي تجيني بالسرفيت» و«حياة».